# Піттстон (Мен)
Піттстон (англ. Pittston) — місто (англ. town) в США, в окрузі Кеннебек штату Мен. Населення — 2875 осіб (2020).

## Демографія
Згідно з переписом 2010 року, у місті мешкало 2666 осіб у 1103 домогосподарствах у складі 758 родин. Було 1202 помешкання
Расовий склад населення:
| - 96,4 % — білих - 0,9 % — корінних американців - 0,4 % — азіатів - 0,3 % — чорних або афроамериканців |

До двох чи більше рас належало 1,8 %. Частка іспаномовних становила 0,7 % від усіх жителів.
За віковим діапазоном населення розподілялося таким чином: 20,6 % — особи молодші 18 років, 64,9 % — особи у віці 18—64 років, 14,5 % — особи у віці 65 років та старші. Медіана віку мешканця становила 44,8 року. На 100 осіб жіночої статі у місті припадало 101,8 чоловіків;  на 100 жінок у віці від 18 років та старших — 102,0 чоловіків також старших 18 років.
Середній дохід на одне домашнє господарство  становив 66 008 доларів США (медіана — 62 670), а середній дохід на одну сім'ю — 72 135 доларів (медіана — 69 063). Медіана доходів становила 46 295 доларів для чоловіків та 41 172 долари для жінок. За межею бідності перебувало 9,9 % осіб, у тому числі 10,9 % дітей у віці до 18 років та 5,4 % осіб у віці 65 років та старших.
Цивільне працевлаштоване населення становило 1421 особа. Основні галузі зайнятості: освіта, охорона здоров'я та соціальна допомога — 26,4 %, роздрібна торгівля — 11,8 %, публічна адміністрація — 11,5 %.